# Коља (филм)
Коља (чеш. Kolja) је чешки драмски филм из 1996. о човеку чији је живот промењен на неочекиван начин. Филм је режирао Јан Свјерак. У главним улогама је његов отац, Зденек Свјерак, који је такође написао сценарио на основу приче Павела Таусига. Коља је добио признање критике и освојио Оскара за најбољи међународни филм и Златни глобус за најбољи филм на страном језику.

## Прича
Филм почиње 1988. године када се Совјетски блок почиње распадати. Франтишек Лука, средовечни Чех посвећен момачком животу и потрази за женама, концертни је виолончелиста који се бори да зарађује за живот свирајући на сахранима у прашким крематоријумима. Изгубио је претходни посао у Чешкој филхармонији, пошто су га власти полуслучајно ставиле на црну листу као „политички непоузданог“. Пријатељ му нуди прилику да заради много новца лажним браком са совјетском женом како би јој омогућио да остане у Чехословачкој. Жена затим користи своје ново држављанство да емигрира у Западну Немачку, где живи њен дечко.
Стицајем околности, она мора да остави свог петогодишњег сина Кољу на старање чешком музичару Луки, који није одушевљен тим развојом догађаја. У почетку Лука и Коља имају потешкоће у комуникацији, јер не говоре исте језик, а многе речи лажни пријатељи које постоје у чешком и руском стварају конфузију. Међутим, постепено се ствара веза између Луке и Коље. Дете пати од болести за коју се сумња да је менингитис и мора се ставити на режим антибиотика.
Луки прети затвор због сумњивог брака, а дете би могло бити смештено у совјетски дечји дом за незбринуту децу. Дешава се Плишана револуција и Коља се поново уједињује са својом мајком. Лука и Коља се опраштају.
Лука се враћа у Чешку филхармонију и свира Ма Власт са оркестром под диригентском палицом Рафаела Кубелика на Старом граду 1990. године, док његова трудна девојка Клара гледа из масе.

## Глумачка подела
- Андреј Халимон као Коља
- Зденек Свјерак као Франтишек Лоука
- Либуше Шафранкова као Клара
- Ондреј Вечи као г. Броз
- Стела Зазворкова као Лукина мајка
- Лилијан Малкина као Тамара
- Ирина Безрукова као Кољина мајка
- Ладислав Смољак као Хоудек
- Карел Херманек као Мусил
- Петра Спалкова као Паша
- Рене Прибил као Покорни
- Мирослав Таборски као Новотни
- Славка Будинова као Бустикова
- Јири Совак као Ружицка

## Пријем
Филм је добио предоминантно позитивне критике. Коља је добио признање на 53. Међународном филмском фестивалу у Венецији.

### Благајна
У Чешкој, земљи порекла филма, преко 1,34 милиона гледаоца допринело је да филм буде један од најуспешнијих чешких филмова икада. У Немачкој је за филм продато више од 624.000 карата.
Филм је био релативно успешан у САД. Од почетка приказивања 24. јануара 1997. зарадио је око 5,73 милиона долара до 11. јула те године. Након првог викенда приказивања у три биоскоп филм је зарадио 37.795 долара.

## Награде
- Оскар за најбољи међународни филм
- Златни глобус за најбољи филм на страном језику
- Чешки лав
  - Најбољи филм
  - Најбољи режисер (Јан Сверак)
  - Најбоља глумица (Либуше Шафранкова)
  - Најбољи споредни глумац (Андреи Кхалимон)
  - Најбољи сценарио (Зденек Сверак)
  - Најбоља монтажа (Алоис Фишарек)
- Велика награда сакура у Токију